# Dobrosławiec
Dobrosławiec [dɔbrɔˈswavjɛt͡s] (tiếng Đức: Friederikenhof)  là một ngôi làng thuộc khu hành chính của Gmina Maszewo, thuộc hạt Goleniów, West Pomeranian Voivodeship, ở phía tây bắc Ba Lan. Nó nằm khoảng 7 kilômét (4 mi) phía tây bắc Maszewo, 12 km (7 mi) về phía đông của Goleniów và 29 km (18 mi) về phía đông của thủ đô khu vực Szczecin.